# آلون إن ذا دارك: ذا نيو نايتمير
آلون إن ذا دارك: ذا نيو نايتمير (بالإنجليزية: Alone in the Dark: The New Nightmare)‏، هي لعبة إلكترونية من نوع الرعب، أصدرت بتاريخ 21 مايو سنة 2001م.

## وصلات خارجية
- آلون إن ذا دارك: ذا نيو نايتمير على موقع IMDb (الإنجليزية)
- آلون إن ذا دارك: ذا نيو نايتمير على موبي غيمز
- Original soundtrack and pictures of the game